# 海南桑叶草
海南桑叶草（学名：Sonerila hainanensis）为野牡丹科蜂斗草属下的一个种。其种加词“hainanensis”意为“海南的”。